# Rhuddanium
| ❮ | System    | Serie      | Stufe        | ≈ Alter (mya) |
| ❮ | später    | später     | später       | jünger        |
| - | --------- | ---------- | ------------ | ------------- |
| ❮ | S i l u r | Pridoli    | Pridolium    | 419,2 ⬍ 423   |
| ❮ | S i l u r | Ludlow     | Ludfordium   | 423 ⬍ 425,6   |
| ❮ | S i l u r | Ludlow     | Gorstium     | 425,6 ⬍ 427,4 |
| ❮ | S i l u r | Wenlock    | Homerium     | 427,4 ⬍ 430,5 |
| ❮ | S i l u r | Wenlock    | Sheinwoodium | 430,5 ⬍ 433,4 |
| ❮ | S i l u r | Llandovery | Telychium    | 433,4 ⬍ 438,5 |
| ❮ | S i l u r | Llandovery | Aeronium     | 438,5 ⬍ 440,8 |
| ❮ | S i l u r | Llandovery | Rhuddanium   | 440,8 ⬍ 443,4 |
| ❮ | früher    | früher     | früher       | älter         |

Das Rhuddanium ist in der Erdgeschichte die basale chronostratigraphische Stufe der Llandovery-Serie und damit auch die basale Stufe des Silur-Systems. Diese Einheit entspricht geochronologisch ungefähr dem Zeitraum von ca. 443,4 bis ca. 440,8 Millionen Jahren. Das Rhuddanium folgt auf das Hirnantium, der obersten Stufe des Ordovizium und wird vom Aeronium abgelöst.

## Namensgebung und Geschichte
Die Stufe ist nach dem kleinen Ort Cwm Rhuddan, südlich von Llandovery (Wales) benannt. Die Stufe (und der Name) wurde 1971 von einer britischen Geologen-Gruppe unter L. R. M. Cocks vorgeschlagen.

## Definition und GSSP
Die Untergrenze (und damit die Untergrenze des Silurs) ist durch das Erstauftreten der Graptolithen-Arten Parakidograptus acuminatus und Akidograptus ascensus definiert. Das Ende des Rhuddaniums ist durch das Erstauftreten der Graptolithen-Art Monograptus austerus sequens definiert. Das offizielle Referenzprofil (GSSP = „Global Stratotype Section and Point“) für das Rhuddanium befindet sich in Dob's Linn, Moffat (Schottland).